# Marcelo Bravo
Marcelo René Bravo (Lomas de Zamora, Provincia de Buenos Aires, Argentina, 10 de enero de 1985) es un exfutbolista y entrenador argentino. Actualmente dirige a la reserva de Vélez Sarsfield.

## Trayectoria

### Como jugador
Bravo hizo su debut como futbolista en Vélez Sarsfield en el año 2003, en una derrota ante San Lorenzo de Almagro como visitante.Dos años más tarde, fue un pilar clave en la obtención del Clausura 2005 de la mano de Miguel Ángel Russo donde disputó disputó 17 partidos y marcó tres goles.
El 20 de agosto de 2005, disputó su último partido profesional ante Gimnasia y Esgrima La Plata y convirtió uno de los goles en la victoria por 6-0.Dos días después, se reveló que Bravo sufría una miocardiopatía que lo obligó a dejar su carrera como jugador profesional.

### Como entrenador
Desde que se conoció su enfermedad, Bravo pasó a integrar el cuerpo técnico de Miguel Ángel Russo en Vélez Sarsfield.En julio de 2010, comenzó como entrenador en las categorías juveniles del club argentino.En septiembre de 2022, asumió al frente de la reserva tras la renuncia de Julio Vaccari.
En febrero de 2023, quedó a cargo del primer equipo de manera interina después de la renuncia de Alexander Medina.Cuatro meses más tarde, volvió a ocupar el mismo rol tras el alejamiento de Ricardo Gareca.El 3 de marzo de 2025, ocupó por tercera vez el cargo de entrenador luego del despido de Sebastián Domínguez.

## Clubes

### Como jugador
| Club            | País      | Año       |
| --------------- | --------- | --------- |
| Vélez Sarsfield | Argentina | 2003-2005 |

### Como entrenador
| Club                 | País                 | Año                  | PJ | PG | PE | PP | GF | GC | DG | Rendimiento |
| -------------------- | -------------------- | -------------------- | -- | -- | -- | -- | -- | -- | -- | ----------- |
| Vélez Sarsfield      | Argentina            | 2023                 | 5  | 2  | 0  | 3  | 9  | 7  | +2 | 40%         |
| Vélez Sarsfield      | Argentina            | 2025                 | 2  | 2  | 0  | 0  | 3  | 1  | +2 | 100%        |
| Total en sus equipos | Total en sus equipos | Total en sus equipos | 7  | 4  | 0  | 3  | 12 | 8  | +4 | 57.14%      |

## Palmarés

### Como jugador

#### Campeonatos nacionales
| Título                        | Club            | País      | Año    |
| ----------------------------- | --------------- | --------- | ------ |
| Primera División de Argentina | Vélez Sarsfield | Argentina | 2005-C |